# Егоров, Алексей Михайлович (Герой Советского Союза)
Алексей Михайлович Егоров (3 марта 1912, г. Иваново-Вознесенск — 7 июля 1995, г. Калининград) — Герой Советского Союза, дивизионный инженер 139-й стрелковой Рославльской Краснознамённой ордена Суворова дивизии (50-я армия, 2-й Белорусский фронт), подполковник.

## Биография
Родился 3 марта 1912 года в городе Иваново-Вознесенск (ныне Иваново) в семье рабочего. Русский. Окончил школу фабрично-заводского ученичества при станции Иваново Северной железной дороги. Работал помощником машиниста в Ивановском отделении дороги, затем заместителем начальника отдела техпропаганды. С 1932 года — инструктором горкома комсомола по транспорту в Иванове.
В Красной Армии с 1933 года. По комсомольской путёвке был направлен в Ленинградское военно-инженерное училище, которое окончил в 1936 году. После окончания училища командовал сапёрным подразделением. В 1938 году вступил в ВКП(б)/КПСС. Участвовал в походе по освобождению Западной Украины.
В Великой Отечественной войне с 1 июля 1941 года. Воевал командиром 178-го отдельного сапёрного батальона 174-й стрелковой дивизии. При отступлении 22-й армии сапёры Егорова минировали за уходившими войсками мосты, дороги, важные стратегические объекты, делали проходы в минных полях, устанавливали заграждения для вражеской техники. Тогда Егоров получил первую боевую награду — орден Красной Звезды.
В 1942 году Егоров назначен дивизионным инженером 139-й стрелковой дивизии, в составе которой он прошёл до конца войны. Дивизия сражалась на Калининском фронте, освобождала Смоленщину. В 1943 году в бою при освобождении Смоленщины был ранен в ногу, но не покинул строй.
Подполковник Егоров отличился в операции «Багратион», при форсировании Днепра в районе города Могилёва (Белоруссия) летом 1944 года.
27 июня 1944 года наши войска ворвались на окраину Могилёва. Перебравшись с группой сапёров на противоположный берег, занятый противником, Егоров провёл инженерную разведку реки. Он обнаружил скрытые под водой сваи старого моста, идущие поперёк реки. Рядом оказались штабеля древесины. Несмотря на сильный огонь противника, сапёры стали наращивать сваи, класть настил, так что за несколько часов переправа через Днепр была готова. Рядом с ней сапёры построили и штурмовые мостики для пехоты. Наши войска успешно форсировали Днепр. 28 июня Могилёв был освобожден. За этот поступок беспримерного мужества подполковник Егоров был представлен к геройскому званию.
Указом Президиума Верховного Совета СССР от 10 апреля 1945 года за образцовое выполнение заданий командования и проявленные мужество и героизм в боях с немецко-фашистскими захватчиками подполковнику Егорову Алексею Михайловичу присвоено звание Героя Советского Союза с вручением ордена Ленина и медали «Золотая Звезда» (N 5479).
Так же чётко он действовал при наведении переправ через реки Березину, Неман. Участвовал в боях в Восточной Пруссии, освобождал города Осовец, Ломжа, Данциг, Виттенберг, руководил переправой при форсировании Одера.
После войны продолжал службу в армии. В 1958 окончил ускоренный курс Военно-инженерной академии имени Куйбышева. С 1960 года полковник Егоров — в запасе.
Жил в городе Калининграде. Работал инженером ПТО треста «Промстройматеиалы», затем директором завода ЖБИ. С 1967 года и до выхода на заслуженных отдых — начальником управления дорог Калининградской области. Будучи на пенсии, вёл большую общественную работу среди молодёжи и школьников. Скончался 7 июля 1995 года.

## Награды
- Медаль «Золотая Звезда» Героя Советского Союза № 5479 (10.04.1945);
- орден Ленина (10.04.1945);
- три Ордена Красного Знамени (27.06.1942, 27.07.1944[3][4], 1953);
- два Ордена Отечественной войны I степени (12.10.1943, 06.04.1985);
- два Ордена Красной звезды (21.02.1942, 1948).
  - Медали:
  - медаль Жукова;
  - медаль «За боевые заслуги» (1944);
  - медаль «В ознаменование 100-летия со дня рождения Владимира Ильича Ленина»;
  - медаль «За Победу над Германией в Великой Отечественной войне 1941-1945 гг.»;
  - юбилейная медаль «Двадцать лет Победы в Великой Отечественной войне 1941—1945 гг.»;
  - юбилейная медаль «Тридцать лет Победы в Великой Отечественной войне 1941—1945 гг.»;
  - юбилейная медаль «Сорок лет Победы в Великой Отечественной войне 1941—1945 гг.»;
  - медаль «50 лет Победы в Великой Отечественной войне 1941-1945 гг.»;
  - медаль «Ветеран Вооружённых Сил СССР»;
  - медаль «30 лет Советской Армии и Флота»;
  - медаль «40 лет Вооруженных Сил СССР»;
  - юбилейная медаль «50 лет Вооружённых Сил СССР»;
  - юбилейная медаль «60 лет Вооружённых Сил СССР»;
  - юбилейная медаль «70 лет Вооружённых Сил СССР»;
  - медаль «За безупречную службу» 1-й степени.

## Память
- В 1995 году именем Героя названа одна из улиц города Калининграда.
- Мемориальная доска в память о Егорове установлена Российским военно-историческим обществом на здании профессионального лицея № 1 города Иваново, где он учился.